# Калашников, Фёдор
Фёдор Калашников (или Калашник, ум. в 1605) — московский мещанин, посадский человек.
В 1605 году выступил с обличением Лжедимитрия I, назвав его посланником сатаны и самозванцем, и открыто подстрекал народ на бунт против него. После пыток был казнён вместе с дворянином Тургеневым.
П. Н. Полевой вывел Ф. Калашникова и П. Тургенева как действующих лиц в историческом романе «Корень зла».